# Élections municipales québécoises de 1984
 (signalé en mai 2025).
Si vous disposez d'ouvrages ou d'articles de référence ou si vous connaissez des sites web de qualité traitant du thème abordé ici, merci de compléter l'article en donnant les références utiles à sa vérifiabilité et en les liant à la section « Notes et références ».
- Archive Wikiwix
- Bing
- Cairn
- DuckDuckGo
- E. Universalis
- Gallica
- Google
- G. Books
- G. News
- G. Scholar
- Persée
- Qwant
- (zh) Baidu
- (ru) Yandex
- (wd) trouver des œuvres sur Wikidata

Les élections municipales québécoises de 1984 sont les scrutins tenus le 4 novembre 1984 dans certaines municipalités du Québec. Elles permettent de déterminer les maires et/ou les conseillers de ces municipalités.
Les élections ont notamment lieu dans sept municipalités de 20 000 habitants et plus, soit Beauport, Charlesbourg, La Baie, Saint-Eustache, Saint-Hubert, Saint-Hyacinthe et Val-d'Or.